# Hrastek
Hrastek je naselje v Občini Krško.